# Jordan Hill
Jordan Hill (Newberry, Carolina del Sur, 27 de julio de 1987) es un exjugador de baloncesto estadounidense que disputó 8 temporadas en la NBA. Con 2,08 metros de altura, jugaba en la posición de pívot.

## Trayectoria deportiva

### Universidad
Jugó durante 3 temporadas con los Wildcats de la Universidad de Arizona, en las que promedió 12,4 puntos y 7,9 rebotes por partido. En su segunda temporada lideró la Pacific Ten Conference en porcentaje de tiros de campo, con un 62%. Ya en la que iba a ser su última temporada como universitario, jugó su mejor partido ante Houston, consiguiendo 30 puntos y 18 rebotes. Fue el líder de la conferencia en dobles dobles, con 20, siendo el primer jugador de los Wildcats en 30 años en acabar una temporada en dobles figuras en puntos y rebotes. Fue incluido en los mejores quintetos general y defensivo de la Pac-10.

#### Estadísticas
| Temporada | Equipo           | P  | PTS  | REB  | AST | ROB | TAP | %TC  | %3P  | %TL  | MIN  | PER |
| --------- | ---------------- | -- | ---- | ---- | --- | --- | --- | ---- | ---- | ---- | ---- | --- |
| 2006–07   | Arizona Wildcats | 29 | 4.7  | 4.1  | 0.1 | 0.2 | 0.9 | .652 | .000 | .457 | 14.1 | 0.7 |
| 2007–08   | Arizona Wildcats | 34 | 13.2 | 7.9  | 0.8 | 0.5 | 1.6 | .620 | .000 | .683 | 29.4 | 2.1 |
| 2008–09   | Arizona Wildcats | 34 | 18.3 | 11.0 | 1.5 | 0.9 | 1.7 | .537 | .000 | .654 | 35.7 | 2.9 |
| Total     | Total            | 97 | 12.4 | 7.9  | 0.8 | 0.6 | 1.4 | .600 | .000 | .602 | 26.4 | 1.9 |

### Profesional

#### NBA
Fue elegido en la octava posición del Draft de la NBA de 2009 por New York Knicks.
El 18 de febrero de 2010 fue traspasado a Houston Rockets en el traspaso a tres bandas que envió a Tracy McGrady a New York Knicks.
Después de dos años en Houston, el 15 de marzo de 2012 es traspasado a Los Angeles Lakers a cambio de Derek Fisher.
En julio de 2015, tras tres temporadas y media en Los Ángeles, y al convertirse en agente libre, ficha por los Indiana Pacers.
Tras un año en Indiana, en julio de 2016 firmó un contrato por dos temporadas y 8 millones de dólares con los Minnesota Timberwolves. Fue cortado en junio de 2017.

#### Carrera post-NBA
En 2017 y 2018, Hill jugó en la North American Premier Basketball, una liga menor norteamericana, para los Nevada Desert Dogs y los Vancouver Knights.
Luego disputó parte de la temporada 2021 de la East Coast Basketball League con los PrimeTime Players, pero dejó al equipo para actuar en el BIG3, tras ser elegido por los Enemies en el SuperDraft 2021.

## Estadísticas de su carrera en la NBA

### Temporada regular
| Año     | Equipo      | PJ  | PT  | MPP  | %TC  | %3P  | %TL   | RPP | APP | ROB | TPP | PPP  |
| ------- | ----------- | --- | --- | ---- | ---- | ---- | ----- | --- | --- | --- | --- | ---- |
| 2009-10 | New York    | 24  | 0   | 10.5 | .446 | .000 | .714  | 2.5 | .3  | .4  | .4  | 4.0  |
| 2009-10 | Houston     | 23  | 0   | 16.2 | .532 | .000 | .660  | 5.0 | .6  | .2  | .5  | 6.4  |
| 2010-11 | Houston     | 72  | 11  | 15.6 | .491 | .000 | .706  | 4.3 | .4  | .2  | .7  | 5.6  |
| 2011-12 | Houston     | 32  | 7   | 14.7 | .504 | .000 | .641  | 4.8 | .4  | .3  | .7  | 5.0  |
| 2011-12 | L.A. Lakers | 7   | 1   | 11.7 | .467 | .000 | .625  | 4.4 | .3  | .7  | .9  | 4.7  |
| 2012-13 | L.A. Lakers | 29  | 1   | 15.8 | .497 | .000 | .656  | 5.7 | .4  | .3  | .7  | 6.7  |
| 2013-14 | L.A. Lakers | 72  | 32  | 20.8 | .549 | .000 | .685  | 7.4 | .8  | .4  | .9  | 9.7  |
| 2014-15 | L.A. Lakers | 70  | 57  | 26.8 | .459 | .273 | .738  | 7.9 | 1.5 | .4  | .7  | 12.0 |
| 2015-16 | Indiana     | 73  | 11  | 20.7 | .506 | .000 | .712  | 6.2 | 1.2 | .5  | .5  | 8.8  |
| 2016-17 | Minnesota   | 7   | 0   | 6.7  | .385 | .000 | 1.000 | 2.0 | .0  | .1  | .0  | 1.7  |
| Total   | Total       | 409 | 120 | 18.8 | .497 | .136 | .699  | 5.8 | .8  | .4  | .7  | 7.9  |

### Playoffs
| Año   | Equipo      | PJ | PT | MPP  | %TC  | %3P  | %TL  | RPP | APP | ROB | TPP | PPP |
| ----- | ----------- | -- | -- | ---- | ---- | ---- | ---- | --- | --- | --- | --- | --- |
| 2012  | L.A. Lakers | 12 | 0  | 18.1 | .434 | .000 | .688 | 6.3 | .1  | .3  | .7  | 4.8 |
| 2013  | L.A. Lakers | 3  | 0  | 10.3 | .500 | .000 | .000 | 3.7 | .3  | .0  | .7  | 3.3 |
| 2016  | Indiana     | 5  | 0  | 3.0  | .000 | .000 | .000 | 1.2 | .4  | .0  | .0  | .0  |
| Total | Total       | 20 | 0  | 13.2 | .424 | .000 | .688 | 4.7 | .2  | .2  | .5  | 3.4 |